# Municipio Osumacinta
Koordinaten: 16° 53′ N, 93° 5′ W
Osumacinta ist ein Municipio im mexikanischen Bundesstaat Chiapas. Es hat etwa 3.800 Einwohner und eine Fläche von 92,6 km². Verwaltungssitz und größter Ort des Municipios ist das gleichnamige Osumacinta.
Der Name Osumacinta stammt aus dem Nahuatl und bedeutet „Abhang der Affen“.
An der Grenze zum Municipio Chicoasén liegt der Manuel-M.-Torres-Staudamm. Der von ihm gestaute See liegt im Gebiet des Municipio Osumacinta ebenso wie ein Teil des Nationalparks Cañón del Sumidero.

## Geographie
Das Municipio Osumacinta liegt zentral im mexikanischen Bundesstaat Chiapas auf Höhen zwischen 100 m und 1700 m. Es zählt zur Gänze zur physiographischen Provinz der Sierra Madre de Chiapas und liegt gänzlich in der hydrologischen Region Grijalva-Usumacinta. Die Geologie des Municipios wird zu 57 % von Sandstein-Lutit bestimmt bei 38 % Kalkstein; vorherrschende Bodentypen sind Regosol (57 %) und Leptosol (39 %). Etwa 63 % der Gemeindefläche sind bewaldet, 17 % dienen als Weideland, bei 15 % handelt es sich um Wasserflächen.
Das Municipio Osumacinta grenzt an die Gemeinden Soyaló, Chicoasén, Tuxtla Gutiérrez, San Fernando und Chiapa de Corzo.

## Bevölkerung
Beim Zensus 2010 wurden im Municipio 3792 Menschen in 919 Wohneinheiten gezählt. Davon wurden 354 Personen als Sprecher einer indigenen Sprache registriert, darunter 309 Sprecher des Tzotzil. Gut zehn Prozent der Bevölkerung waren Analphabeten. 1298 Einwohner wurden als Erwerbspersonen registriert, wovon gut 81 % Männer bzw. 3,9 % arbeitslos waren. 30 % der Bevölkerung lebten in extremer Armut.

## Orte
Das Municipio Osumacinta umfasst 13 bewohnte localidades, von denen nur der Hauptort vom INEGI als urban klassifiziert ist. Der ursprüngliche Ort Osumacinta wurde in den 1970er-Jahren durch den aufgestauten Río Grijalva verschüttet und an anderer Stelle neu aufgebaut. Drei Orte wiesen beim Zensus 2010 eine Einwohnerzahl von über 500 auf, acht Orte hatten weniger als 100 Einwohner. Die größten Orte sind:
| Ort                | Einwohner |
| Osumacinta         | 2023      |
| Triunfo Agrarista  | 0651      |
| Libertad Campesina | 0580      |